# 水俣市立水俣第二中学校
水俣市立水俣第二中学校（みなまたしりつ みなまただいにちゅうがっこう）は、熊本県水俣市塩浜町にある中学校。

## 沿革
- 1947年（昭和22年）- 葦北郡水俣町立水俣第二中学校創立
- 1949年（昭和24年）- 水俣市立水俣第二中学校に改称
- 1961年（昭和36年）
  - 4月1日 - 水俣市立水俣第二中学校分室が発足
  - 10月1日 - 分室が水俣市立水俣第三中学校として独立
- 2011年（平成23年）- 水俣市立水俣第三中学校の一部を統合。新校歌を制定。新校歌の作曲は岩本義久、作詞は中里しのぶ[1]。